# Werelderfgoed in Armenië
Tot het Werelderfgoed in Armenië behoren drie Werelderfgoederen. Het eerste Werelderfgoed werd in 1996 ingeschreven.

## Werelderfgoederen

### Actuele Werelderfgoederen
Deze lijst toont de drie Werelderfgoederen in Armenië in chronologische volgorde (C – Cultuurerfgoed; N – Natuurerfgoed).
| Naam                                                            | Jaar | Soort | Beschrijving | Afbeelding |
| --------------------------------------------------------------- | ---- | ----- | ------------ | ---------- |
| Kloosters van Haghpat en Sanahin (uitgebreid in 2000)           | 1996 | C     |              |            |
| Kathedraal en kerken van Etsjmiadzin en archeologisch Zvartnots | 2000 | C     |              |            |
| Klooster van Geghard en de Boven-Azatvallei                     | 2000 | C     |              |            |

### Als Werelderfgoed genomineerde objecten
In de voorlopige lijst van de UNESCO worden objecten ingeschreven, die naar het inzicht van de betreffende regering potentieel voor de erkenning als Werelderfgoed in aanmerking komen. Dit zegt niets over de eventuele daadwerkelijke succesvolle inschrijving op de lijst. Tegenwoordig (2017) zijn op de lijst vier objecten uit Armenië ingeschreven.
| Naam                                                                                  | Jaar | Soort | Beschrijving | Afbeelding |
| ------------------------------------------------------------------------------------- | ---- | ----- | ------------ | ---------- |
| Archeologische site van de stad Dvin                                                  | 1995 | C     |              |            |
| Basilica en de archeologische site van Jererouk                                       | 1995 | C     |              |            |
| Klooster van Noravank en de Boven-Amaghouvallei                                       | 1995 | C/N   |              |            |
| Kloosters van Tatev en Tatevi Anapat en de aangrenzende gebieden van de Vorotanvallei | 1995 | C/N   |              |            |